# Kūdra
Kūdra es un barrio de la ciudad de Jūrmala, Letonia.

## Superficie
Posee una superficie de 8,7 kilómetros cuadrados (869 hectáreas).

## Población
Hasta 2008 presentaba una población de 123 habitantes, con una densidad de población de 14,1 habitantes por kilómetro cuadrado.